# Neues Volk

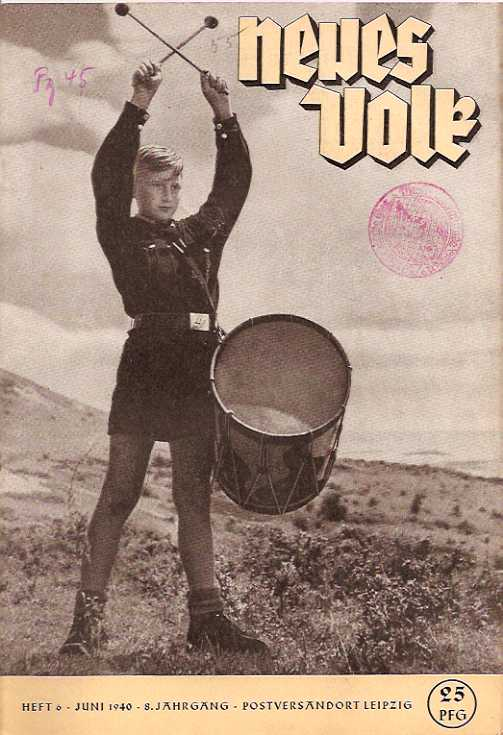
Titelbild Ausgabe Juni 1940

Neues Volk. Blätter des Rassenpolitischen Amtes der NSDAP war eine nationalsozialistische Propagandazeitschrift, die monatlich in den Jahren 1933 bis 1944 im Verlag „Neues Volk (Berlin/Wien)“ erschien. Herausgeber war das Rassenpolitische Amt der NSDAP (RPA). Die Zeitschrift war unter Parteimitgliedern beliebt und insbesondere in den Gesundheitsämtern verbreitet. Auch von Wissenschaftlern wurden darin „volkstümlich“ aufklärende Artikel veröffentlicht. Vom RPA wurde unter dem Titel „Neues Volk“ auch ein Kalender veröffentlicht, der eine Auflage von 750.000 Stück erreichte.
Gegründet wurde diese Zeitschrift von Hellmuth Unger, für die er auch als Schriftleiter tätig wurde.